# Fürst von Squillace
Der neapolitanische Titel Fürst von Squillace – bezogen auf Squillace in Kalabrien – ist vor allem mit der Familie Borgia verbunden. Zuvor gab es jedoch innerhalb der Familie Marzano bereits einen Titel Graf von Squillace und kurzzeitig sogar den Titel Herzog von Squillace. Deren Aussterben führte dazu, dass der Titel (als Fürstentitel) auf die Borgia übertragen wurde.

## Grafen von Squillace

### Haus Montfort-l’Amaury
- Philippe de Montfort († 1270), Seigneur de Castres, 1268 Conte de Squillace
- Jean de Montfort († 1300), dessen Sohn, Seigneur de Castres, Conte de Squillace

### Haus Marzano
- Tommaso Marzano, 1313 1. Conte di Squillace, Großadmiral des Königreichs Neapel; ⚭ I Giovanna di Capua, Tochter von Bartolomeo di Capua, Protonotar des Königreichs Neapel; ⚭ II Simona Orsini, Tochter von Romanello Orsini, Conte di Nola, Großrichter des Königreichs Neapel, und Anastasia de Montfort, Erbgräfin von Nola
- Goffredo Marzano († nach 1399), dessen Sohn aus erster Ehe, 2. Conte di Squillace, Signore di Maida 1330, Großadmiral des Königreichs Neapel; ⚭ Giovanna Ruffo, Witwe von Tommaso Stendardo, Tochter von Giovanni Ruffo, Conte di Catanzaro e Signore di Policastro (Haus Ruffo), und Francesca di Licinardo
- Roberto Marzano, dessen Sohn, 3. Conte di Squillace etc. Großadmiral des Königreichs Neapel
- Giacomo Marzano, dessen Sohn, 1. Duca di Sessa, 4. Conte di Squillace; ⚭ Caterina Sanseverino, Tochter von Ruggero Sanseverino, 1. Conte di Mileto e Terranuova,
- Giovanni Antonio Marzano († 1453) dessen Sohn, 2. Duca di Sessa, 5. Conte di Squillace, Conte di Montalto e Corigliano 1445 etc.; ⚭ I Covella Ruffo, Contessa di Montalto, Signora di Rossano e Palazzo San Gervasio, Tochter von Carlo Ruffo, Conte di Montalto e Corigliano, Signore di Paola, Fuscaldo e Acerenza (Haus Ruffo), und Ceccarella Sanseverino; ⚭ II Maria Francesca Orsini, Tochter von Giovanni Orsini, Conte di Manuppello

## Herzöge von Squillace
- Giovanni Francesco Mariano/Marino Marzano († 1494), deren Sohn, 1. Principe di Rossano, 3. Duca di Sessa, 1. Duca di Squillace, Conte di Carinola, Signore di Palazzo San Gervasio etc., Großadmiral des Königreichs Neapel, ⚭ Eleonora de Aragon, illegitime Tochter von König Alfons V. von Aragón
- Giovanni Battista Marzano d’Aragona († 1508), 4. Duca di Sessa, 2. Duca di Squillace etc.; ⚭ Constanza d’Avalos, Principessa di Francavilla, Witwe von Francesco Del Balzo, Principe di Altamura e Duca di Andria, Tochter von Inigo d’Avalos d’Aragona, 1. Conte di Monteodorisio, und Antonella d’Aquino, Marchesa di Pescara, Contessa di Loreto e Satriano
- Sigismondo Marzano (X 1508), von seinem Vetter Giovanni Battista als Erbe des Herzogtums Squillace eingesetzt, was vom König von Neapel nicht akzeptiert wurde.

## Fürsten von Squillace
- Jofre Borgia (1481/82–1517), 1.Principe di Squillace, Comte de Coriato, ⚭ I Sancha, eine illegitime Tochter von König Alfons II. von Neapel, ⚭ II Maria de Milano d’Aragona
- Francesco Borgia, dessen Sohn, 2. Principe di Squillace, Conte di Olivito, ⚭ I Isabella Piccolomini, ⚭ II Isabella Milano d’Aragona
- Gianbattista Borgia, 3. Principe di Squillace, ⚭ Leonora Marulli
- Pietro Borgia d’Aragona († 1624), dessen Sohn, 4. Principe di Squillace, ⚭ I Isabella Pignatelli, ⚭ II Leonora Carafa, ⚭ III Lucrecia de Cardenas y Carafa
- Anna Borgia y Pignatelli († 1644), 5. Principessa di Squillace, Condesa de Simari, ⚭ Francisco de Borja y Aragón (1577–1658), 2. Conde de Mayalde, Principe di Squillace, Conte di Simari, Vizekönig von Peru
- Maria Francisca de Borja († 1649), 6. Principessa di Squillace etc., ⚭ ihren Onkel Fernando de Borja y de Aragon († 1665), Cde de Mayalde, Principe di Squillace, Conte di Simari, 1621–1632 Vizekönig von Aragón, 1635–1640 Vizekönig von Valencia
- Francisca († 1693), deren Tochter, 7. Principessa de Squillace etc., ⚭ I Manuel de Aragon de Gurrea y de Borja, Conde de Luna, ⚭ II Francisco Idiaquez, Duque de Ciudad-Real († 1687)
- Francisco de Paula Idiáquez de Borja y Aragón Butrón y Múgica (1658–1711), 8. principe di Squillace, ⚭ Francisca Niño de Guzmán, 5. condesa de Villaumbrosa
- Ana María Josefa Francisca Juana Teodora Victoria Clemencia Antonia Idiáquez de Borja, 9. principessa di Squillace, ⚭ I Antonio Pimentel de Ibarra, 3. marqués de Taracena, ⚭ II Manuel Pimentel de Zúñiga y Dávila, Barroso de Ribera, 6. marqués de Mirabel, 5. marqués de Malpica
- Maria Antonia Pimentel († 1728), 10. Principessa de Squillace, Duquesa de Ciudad-Real, ⚭ Luis Melchior de Borja (1665–1718), Principe di Squillace, Duque de Ciudad-Real